# Trichogramma yawarae
Trichogramma yawarae är en stekelart som beskrevs av Hirai och Fursov 1998. Trichogramma yawarae ingår i släktet Trichogramma och familjen hårstrimsteklar. Inga underarter finns listade i Catalogue of Life.